# Nizas, Gers
Nizas är en kommun i departementet Gers i regionen Occitanien i sydvästra Frankrike. Kommunen ligger i kantonen Samatan som tillhör arrondissementet Auch. År 2022 hade Nizas 137 invånare.

## Befolkningsutveckling
Antalet invånare i kommunen Nizas
Referens:INSEE